# 업타운 걸스
《업타운 걸스》(영어: Uptown Girls)는 보애즈 야킨 감독의 2003년 코미디 드라마 영화이다. 세상 물정 모르는 철부지 몰리 건(브리트니 머피 분)이 로레인 레이 슐라인(다코타 패닝 분)의 보모가 되면서 서로 마음을 열어가는 이야기를 담고 있다.
대한민국에서는 극장에서 미개봉되었고 DVD로 출시되었다.

## 줄거리
몰리는 비행기 사고로 어머니와 함께 사망한 로큰롤 스타 아버지가 남긴 신탁 기금을 바탕으로 일 한 번 하지 않고 유복하게 살아왔다. 그러나 회계사가 횡령을 하면서 하루 아침에 알거지가 된 몰리는 강박증과 건강염려증을 보이는 8살 레이의 보모로 취직한다.
레이의 부유한 음반 제작자 어머니 로마는 레이의 삶에 일말의 관심도 없으며, 레이의 아버지는 뇌졸중으로 혼수상태이다. 몰리는 레이와 유대감을 형성하려고 노력하는 과정에서 어른이 되는 법을 깨달아간다.

## 출연
- 브리트니 머피 - 몰리 건 역
- 다코타 패닝 - 로레인 "레이" 슐라인 역
- 말리 셸턴 - 잉그리드 역
- 도널드 페이존 - 휴이 역
- 제시 스펜서 - 닐 폭스 역
- 오스틴 펜들턴 - 매콩키 씨 역
- 헤더 로클리어 - 로마 슐라인 역
- 펠 제임스 - 줄리 역
- 마슬린 휴고 - 간호사 역
- 피셔 스티븐스 - 문상객 역
- 나스, 카먼 일렉트라, 덩컨 시크 - 유명인 역
- 마크 맥그래스, 데이브 나바로 - 록스타 역

## 기타 제작진
- 배역: 로라 로즌솔, 앨리 패럴
- 미술: 칼리나 이바노프
- 의상: 세라 에드워즈